# The Times
«Таймс» (англ. The Times, рус. «Времена») — ежедневная газета в Великобритании, одна из самых известных мировых газет.
Газета выходит в печать с 1785 года. В настоящее время «Таймс» издаётся в Times Newspapers Limited и целиком принадлежит медиакорпорации News Corporation, главой которой является Руперт Мёрдок. Воскресным вариантом газеты является The Sunday Times.
Многие газеты позаимствовали название у «Таймс», например, американская The New York Times, индийская The Times of India, южнокорейская The Korea Times.
«Таймс» была основана Джоном Уолтером в 1785 году и называлась тогда The Daily Universal Register («Ежедневный перечень новостей»), редактором стал сам же Уолтер. 1 января 1788 года, спустя 940 выпусков, название сменилось на The Times.
Кирилл Кобрин называет Times представляющей правый политический фланг среди главных столичных (лондонских) газет.

## История

### С 1785 по 1890 год
Основатель газеты Джон Уолтер (1738—1812) решил создать своё дело после того как страховая компания, в которой он работал, обанкротилась в 1784 году из-за урагана на Ямайке. Так он стал основателем и первым редактором газеты, которая первоначально называлась «Ежедневный универсальный реестр» (англ. The Daily Universal Register). В то же самое время Хенри Джонсон изобрёл логографию — новую систему типографской печати, которая позволяла печатать с большей скоростью и точностью (правда, три года спустя выяснилось, что реальная эффективность такой системы значительно меньше заявленной). Уолтер купил патент на это изобретение и решил открыть собственную типографию, которая могла бы ежедневно выпускать печатные листы с объявлениями.
1 января 1785 года был издан первый номер «Ежедневного универсального реестра Великобритании» (англ. The Daily Universal Register in Great Britain). Но такое название оказалось слишком длинным и неудобным; люди в разговорной речи всегда пропускали слово «универсальный». Выпустив 940 номеров, Эллиас (англ. Ellias) решил переименовать газету, и 1 января 1788 года она была напечатана под заголовком The Times (буквально с англ. — «Времена»), под которым она выходит с тех пор и до настоящего времени.
В 1803 году Уолтер передал управление и редактирование в руки своего сына, тоже Джона Уолтера (1776-1847). Наследник пострадал за свою журналистскую деятельность — провёл шестнадцать месяцев в Ньюгетской тюрьме за публикацию пасквиля в «Таймсе», но благодаря его усилиям по добыванию новостей из континентальной Европы, особенно из Франции, газета заслужила хорошую репутацию в высших политических и финансовых кругах. Среди авторов публикаций в The Times стали появляться видные деятели политики, науки, литературы и искусства. В ранний период своей деятельности газета почти не испытывала конкуренции и была очень прибыльным предприятием, а потому могла выплачивать своим авторам и источникам информации гораздо бо́льшие гонорары, нежели другие издания.
С 1814 года газета стала печататься на новом паровом цилиндрическом печатном прессе, изобретённом Фридрихом Кёнингом и доставляться по железной дороге на поездах с паровой тягой во многие стремительно растущие города Великобритании, что ещё больше повысило рентабельность и популярность издания. К 1815 году тираж газеты достиг 5000.
В 1817 году главным редактором The Times становится Томас Барнс. В том же году умирает Джеймс Лоусон (James Lawson), владелец типографии, в которой печатается газета, и его предприятие переходит к сыну — Джону Джозефу Лоусону (John Joseph Lawson, 1802—1852). При Томасе Барнсе и при следующем главном редакторе, Джоне Тадеусе Делане (с 1841 года), газета становится всё более влиятельной в Сити. Известные журналисты Питер Фрейзер (Peter Fraser) и Эдвард Стерлинг (Edward Sterling) дали «Таймс» помпезное сатирическое прозвище «Выступатель» (англ. The Thunderer), по её слогану «на днях мы выступили со статьёй о социальной и политической реформе».
The Times стала первой газетой, которая отправила собственного военного корреспондента в зону боевых действий, чтобы непосредственно освещать конфликт. Этим военкором был Уильям Говард Рассел, отправившейся вместе с британской армией на Крымскую войну.

### С 1890 по 1981 год
В 1890 году The Times, владельцем которой в то время был Артур Фрейзер Уолтер, столкнулась с серьёзными финансовыми трудностями. Но благодаря энергичности и предприимчивости Чарльза Фредерика Моберли Белла, занимавшего пост главного редактора и исполнительного директора с 1890 по 1911 год, газета была спасена. Кроме издания газеты, предприятие в то время активно занималось продажами энциклопедии «Британника» — с использованием агрессивных американских методов маркетинга, предложенных Хорасом Эвереттом Хупером и его менеджером по рекламе, Генри Хакстоном (Henry Haxton). Между двумя владельцами «Британники» — Хупером и Уолтером Монтгомери Джексоном шли юридические разбирательства, в результате чего в 1908 году The Times прекратила отношения с ними и была куплена Альфредом Хармсвортом, который то время был начинающим газетным магнатом, а позднее стал лордом Нортклифф.
29 и 31 июля 1914 года главный редактор The Times Викхам Стид выступил в поддержку участия Британской империи в Первой мировой войне.
8 мая 1920 года The Times, главредом которой оставался Стид, публикует в колонке редактора на передовице «Протоколы сионских мудрецов» в качестве подлинного документа (позднее большинство серьёзных исследователей признали их антисемитской мистификацией и плагиатом); в той же колонке редактора евреи были названы самыми опасными в мире. В статье под названием «Еврейская опасность, тревожный памфлет: нужно разобраться» (англ. The Jewish Peril, a Disturbing Pamphlet: Call for Inquiry) Стид написал о «Протоколах сионских мудрецов»:

«Протоколы» — что это такое? Подлинные ли они? Если да, то какое же злобное сборище могло состряпать подобные планы и с такой радостью их излагать? Или это подделка? Если так, то откуда в ней взялось такое необъяснимое предсказание — предсказание, которое частично уже сбылось, и всё идёт к тому, чтобы оно осуществилось полностью?
Оригинальный текст (англ.)What are these 'Protocols'? Are they authentic? If so, what malevolent assembly concocted these plans and gloated over their exposition? Are they forgery? If so, whence comes the uncanny note of prophecy, prophecy in part fulfilled, in part so far gone in the way of fulfillment?

Но уже в следующем году Филипп Грейвс, тогда корреспондент The Times в Константинополе (ныне Стамбул), разоблачил «Протоколы сионских мудрецов» как подлог, и The Times опровергла прошлогоднее заявление редактора.
В 1922 году снова сменился владелец газеты. Альфред Хармсворт продал её Джону Джейкобу Астору Пятому.
В 1930 годах газета выступала в поддержку политики умиротворения нацистской Германии; редактор Джеффри Доусон был тесно связан со сторонниками такой политики в британском правительстве, в том числе с премьер-министром Невиллом Чемберленом.
Советский двойной агент Ким Филби работал корреспондентом газеты в Испании во время гражданской войны, в конце 1930-х годов. Тогда он прославился своими смелыми репортажами с фронтов этого кровавого конфликта. Затем, уже во время Второй мировой войны, Филби поступил на работу в МИ-6; после войны он занимал высокие должности в этой спецслужбе, пока не сбежал в Советский Союз в 1963 году.
Британский историк Эдуард Халлетт Карр, человек с левыми политическими убеждениями, был заместителем главного редактора The Times с 1941 по 1946 год, и был известен своей просоветской позицией, излагаемой в его публикациях в редакторской колонке. В декабре 1944 года, когда в Афинах шла борьба между прокоммунистической Народно-освободительной армией Греции и Британской армией, Карр в редакторской передовице выступил в поддержку греков-коммунистов, после чего премьер-министр Уинстон Черчилль, выступая перед Палатой Общин, публично осудил Карра. После выхода таких передовиц в «Таймс» многие люди прозвали газету «„Дейли Уокером“ за три пенни» (в то время газета британской компартии Daily Worker (сейчас Morning Star) стоила 1 пенни, а The Times — 3 пенни).
До 3 мая 1966 года на первой странице The Times печатались дорогие рекламные объявления, после там снова стали размещаться новости.
В 1967 году семья Асторов продала газету The Times канадскому медиамагнату Рою Томсону (компания Thomson Corporation). Он же на имя той же компании купил воскресную британскую газету The Sunday Times и объединил обе газеты в одно коммерческое предприятие: Times Newspapers Ltd
В 1978 году из-за трудового спора с сотрудниками руководство The Times решило временно закрыть газету, и почти год (с 1 декабря 1978 г. по 12 ноября 1979 г.) она не выходила (В том же 1978 году, 22 августа, в газете была напечатана самая неудачная статья — на стр. 19 в одной колонке было сделано 97 опечаток (речь шла о папе римском)). После этого менеджерам Thomson Corporation было крайне сложно сохранить издательский бизнес в условиях разразившегося тогда энергетического кризиса и при возросших требованиях профсоюзов. Не оставалось другого выбора, кроме как искать нового покупателя, которые сможет гарантировать сохранение обеих газет и будет обладать достаточными ресурсами, чтобы внедрить более современные методы печати. Интерес к этой сделке проявил ряд крупных предпринимателей, в том числе Роберт Максвелл, Тини Роуленд и Вир Хармсворт; однако только один из них оказался в состоянии выполнить такие условия — австралийский медиамагнат Руперт Мёрдок.

### После 1981 года
В 1981 году компания Thomson продала The Times и The Sunday Times компании News International (ныне News UK), принадлежащей Руперту Мёрдоку. Перед тем, как эта сделка состоялась, уполномоченным представителям компании-покупателя — Джону Коллье (англ. John Collier) и Биллу О'Нилу — пришлось три недели торговаться и вести напряжённые переговоры с представителями профсоюзов.
За сменой владельца последовала замена редактора газеты The Times. Уильям Рис-Могг, проработавший 14 лет в этой должности, по распоряжению Руперта Мёрдока был уволен и заменён Гарольдом Эвансом.
Далее новый владелец газет занялся внедрением современных полиграфических технологий и критериев эффективности. Мёрдоку удалось договориться с профсоюзами работников полиграфической промышленности, и в марте-мае 1982 года линотипы, на которых номера «Таймс» печатались ещё с XIX века, были заменены фотонабором и компьютерной вёрсткой. Это позволило сократить штат наборщиков The Times и The Sunday Times почти вдвое: с 375 до 186 человек. Но, несмотря на внедрение персональных компьютеров с текстовыми редакторами и настольными издательскими системами, в то время ещё не получилось усадить за них журналистов самим набирать свои тексты; их по-прежнему набирали с рукописных. Так продолжалось до «Скандала в Ваппинге» в 1986, во время которого The Times переехала с площади Принтинг Хауз в новый офис в лондонском районе Ваппинг, на Грейс-Инн-Роад (недалеко от Флит-стрит).
Роберт Фиск, семикратный обладатель титула «Британский международный журналист года» (англ. British International Journalist of the Year, работавший иностранным корреспондентом The Times, в 1988 году со скандалом ушёл из газеты, потому что посчитал, что его статья о гражданском самолёте, сбитом американскими военными над Персидским заливом в июле того года, подверглась политической цензуре; он также обвинил The Times в том, что она занимает явно произраильскую позицию.
В марте 2021 года на фоне падения тиражей News UK перестала публиковать данные о них. В то же время к концу сентября 2021 года число интернет подписчиков достигло 380 000 человек, издание перешло от убытка в 70 млн. ф.с. в 2009 году к прибыли в 2014 году.

## Электронная версия газеты
Газеты The Times и The Sunday Times с марта 1999 года доступны в Интернете: сначала они размещались на веб-сайтах the-times.co.uk и sunday-times.co.uk соответственно, потом на одном сайте timesonline.co.uk, затем снова на разных: thetimes.co.uk — ежедневные выпуски, thesundaytimes.co.uk — еженедельные воскресные выпуски.
В апреле 2009 года посещаемость сайта timesonline.co.uk составляла 750 тыс. читателей в день.
С июля 2010 года бесплатный доступ к полному содержимому предоставляется только подписчикам печатных изданий газет, а для остальных посетителей сайтов его стоимость составляет два фунта стерлингов в неделю. Когда компания News UK ввела эту плату, посещаемость сайта снизилась на 87 %: с 21 млн. уникальных посетителей в день до 2,7 млн.
В октябре 2011 года было около 111 тыс. подписчиков платных электронных версий The Times.
Имеется также оцифрованный архив всех номеров The Times, изданных с 1785 по 2008 год, размещённый в базах данных издательства Gale, удалённо доступный читателям библиотек, оформивших подписку на него.

## Радио
В конце января 2020 года было подтверждено решение о запуске информационной радиостанции Times Radio, которая будет доступна через Dab, интернет и умные колонки. Предполагаемыми конкурентами назывались радиостанции BBC Radio 4 и BBC Radio 5, создатели планировали сделать своей аудиторией не читающих The Times и не имеющих платную подписку на её сайт. Предполагаемыми сотрудниками нового радио назывались журналисты входящих в материнский медиахолдинг News UK изданий Times и Sunday Times, для запуска был нанят продюсер BBC Тим Левел. Радиостанция являлась совместным проектом входящих в News UK Wireless Group, Times и Sunday Times.
Радиостанция запустилась 29 июня 2020 года, в первый день работы эксклюзивным гостем стал премьер-министр Великобритании Борис Джонсон.

## Владельцы
- Джон Уолтер[англ.] (1785—1803)
- Джон Уолтер II (1803—1847)
- Джон Уолтер III (1847—1894)
- Артур Фрезер Уолтер (1894—1908)
- Альфред Хармсворт (1908—1922)
- Семья Астор (1922—1966)
- Рой Томсон (1966—1976)
- Кеннет Томсон (1976—1981)
- News Corporation, под руководством Руперта Мёрдока (1981—наст. вр.)

## Редакторы
- Джон Уолтер[англ.] (1785—1803)
- Джон Уолтер II (1803—1809)
- Джон Сторрарт (1809—1817)
- Томас Барнс (1817—1841)
- Джон Делани (1841—1877)
- Томас Чинери (1877—1884)
- Джордж Эрл Бакл (1884—1912)
- Джордж Джеффри Доусон (1912—1919)
- Генри Викхем Стид (1919—1922)
- Джордж Джеффри Доусон (1923—1941)
- Роберт Макгован Баррингтон-Вард (1941—1948)
- Уильям Френсис Кейси (1948—1952)
- Уильям Халли (1952—1966)
- Уильям Риз-Могг (1967—1981)
- Гарольд Эванс (1981—1982)
- Чарльз Дуглас-Хоум (1982—1985)
- Чарльз Уилсон[англ.] (1985—1990)
- Симон Дженкинс (1990—1992)
- Питер Стотхард (1992—2002)
- Роберт Джеймс Томсон (2002—2007)
- Джеймс Хардинг (2007—2012)
- Джон Уитероу (2013—2022)
- Тони Галлахер (2022—н.в.)

## Журналисты и ведущие отдельных колонок
- Генри Сазерленд Эдвардс
- Рейчел Кэмпбелл-Джонстон
- Стивел Фаррел
- Хьюго Рифкайнд
- Гилес Корен
- Дэн Саббах
- Джинни Дураги
- Майкл Гув
- Тим Хеймс
- Энтони Говард
- Мик Хьюм
- Анатоль Калетский
- Магнус Линклэйтер
- Ричард Ллойд Перри
- Ричард Мэкинтайр
- Кейтлин Моран
- Мэтью Пэррис
- Грейсон Перри
- Либби Пурвз
- Уильям Риз-Могг
- Питер Риддэл
- Ник Робинсон
- Пол Шиан
- Эндрю Салливан
- Энн Тренеман
- Александр Уильямс
- Гордон Рамзи
- Гильом Балаг
- Даниэль Финкельстейн